# اترنت ۱۰ گیگابیتی

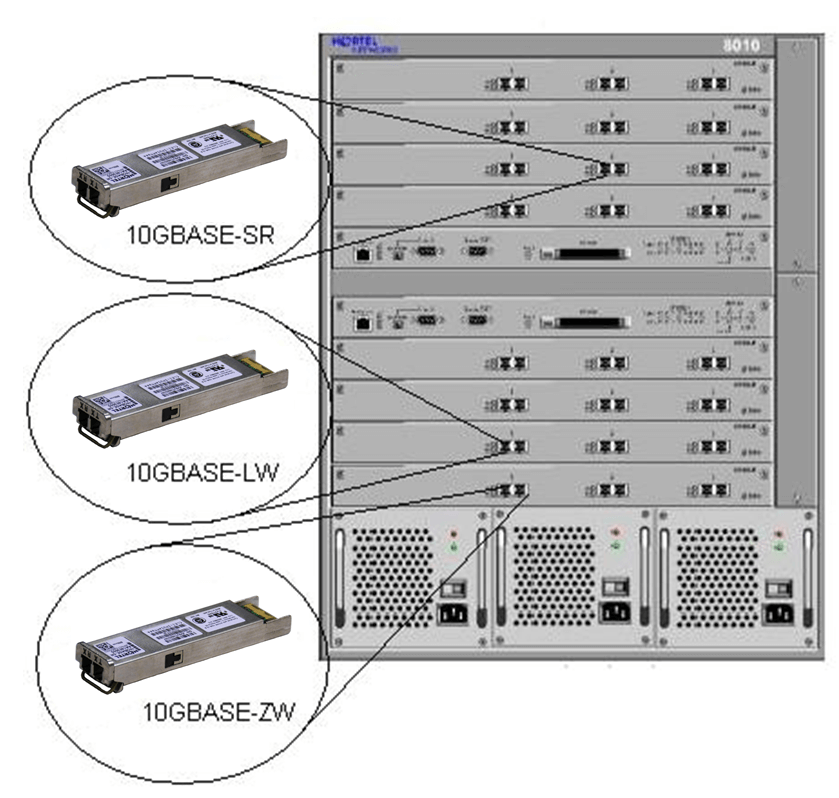
روتر با رابط اترنت ۱۰ گیگابیتی و سه ماژول لایه فیزیکی

اترنت ۱۰ گیگابیتی (10 GE, اترنت۱۰گیگابایتی یا 10 GigE) گروهی از فناوری های شبکه کامپیوتری برای انتقال فریم‌های اترنت با نرخ ۱۰ گیگابیت در ثانیه است. این مورد اولین بار توسط استاندارد آی‌تریپل‌ای 802.3ae-۲۰۰۲ تعریف شد. برخلاف استانداردهای قبلی اترنت، اترنت ۱۰ گیگابیتی فقط پیوندهای نقطه به نقطه تمام دوبلکس را تعریف می‌کند که عموماً توسط سوئیچ‌های شبکه به هم متصل می‌شوند. عملیات CSMA/CD متوسط مشترک از استانداردهای اترنت نسل‌های قبلی  منتقل نشده‌است، بنابراین عملیات نیمه دوبلکس و هاب‌های تکرار کننده در ۱۰ گیگابیت وجود ندارند.
استاندارد اترنت ۱۰ گیگابیتی تعدادی استاندارد لایه فیزیکی مختلف (PHY) را در بر می‌گیرد. یک دستگاه شبکه، مانند یک سوئیچ یا یک کنترلر رابط شبکه، ممکن است از طریق ماژول‌های PHY قابل اتصال، انواع مختلفی از PHY داشته باشد، مانند ماژول‌های مبتنی بر اس‌اف‌پی+. مانند نسخه‌های قبلی اترنت، اترنت۱۰گیگابایتی می‌تواند از کابل‌های مسی یا فیبر استفاده کند. حداکثر فاصله از کابل مسی ۱۰۰ متر است اما به دلیل نیاز به پهنای باند، کابل‌های درجه بالاتر مورد نیاز است. 
پذیرش اترنت ۱۰ گیگابیتی نسبت به ویرایش‌های قبلی اترنت تدریجی تر بوده‌است: در سال ۲۰۰۷، یک میلیون پورت ۱۰ گیگابیتی ارسال شد، در سال ۲۰۰۹ دو میلیون پورت حمل شد و در سال ۲۰۱۰ بیش از سه میلیون پورت حمل شد، با حدود نه میلیون پورت در سال 2011. تا تاریخ ۲۰۱۲، اگرچه قیمت هر گیگابیت پهنای باند برای اترنت ۱۰ گیگابیتی در مقایسه با اترنت گیگابیتی حدود یک سوم بود، اما قیمت هر پورت اترنت ۱۰ گیگابیتی همچنان مانع از پذیرش گسترده‌تر شد.

## استانداردها
در طول سال‌ها، گروه کاری ۸۰۲٫۳ موسسه مهندسین برق و الکترونیک (آی‌تریپل‌ای) چندین استاندارد در رابطه با اترنت۱۰گیگابایتی منتشر کرده‌است.
| استاندارد  | سال انتشار | شرح |
| ---------- | ---------- | --- |
| 802.3ae    | 2002       | ۱۰ اترنت گیگابیت بر ثانیه روی فیبر برای LAN (10GBASE-SR، 10GBASE-LR، 10GBASE-ER، 10GBASE-LX4) و WAN (10GBASE-SW، 10GBASE-LW، 10GBASE-EW) |
| 802.3ak    | ۲۰۰۴       | 10GBASE-CX4 ۱۰ اترنت گیگابیت‌برثانیه روی کابل دو محوره                                                                                    |
| ۸۰۲٫۳–۲۰۰۵ | ۲۰۰۵       | بازنگری استاندارد پایه شامل 802.3ae، 802.3ak و خطا                                                                                       |
| 802.3an    | ۲۰۰۶       | 10GBASE-T ۱۰ اترنت گیگابیت‌برثانیه روی کابل جفت تابیده مسی                                                                                |
| 802.3ap    | ۲۰۰۷       | Backplane Ethernet، ۱ و ۱۰ گیگابیت بر ثانیه روی بردهای مدار چاپی (10GBASE-KR و 10GBASE-KX4)                                              |
| 802.3aq    | ۲۰۰۶       | 10GBASE-LRM ۱۰ اترنت گیگابیت‌برثانیه روی فیبر چند حالته با یکسان‌سازی پیشرفته                                                              |
| ۸۰۲٫۳–۲۰۰۸ | ۲۰۰۸       | بازنگری در استاندارد پایه شامل اصلاحات 802.3an/ap/aq/، دو تصحیح و اشتباه. تجمع پیوند به 802.1AX منتقل شد.                                |
| 802.3av    | ۲۰۰۹       | 10GBASE-PR ۱۰ گیگابیت‌برثانیه اترنت PHY برای EPON                                                                                         |
| ۸۰۲٫۳–۲۰۱۵ | ۲۰۱۵       | نسخه قبلی استاندارد پایه |
| 802.3bz    | ۲۰۱۶       | ۲٫۵ گیگابیت و ۵ گیگابیت اترنت روی جفت پیچ خورده Cat-5 / Cat-6 – 2.5GBASE-T و 5GBASE-T                                                    |
| ۸۰۲٫۳–۲۰۱۸ | ۲۰۱۸       | آخرین نسخه استاندارد پایه شامل اصلاحات 802.3bn/bp/bq/br/bs/bw/bu/bv/by/bz/cc/ce.                                                         |
| 802.3ch    | ۲۰۲۰       | مشخصات لایه فیزیکی و پارامترهای مدیریت برای ۲٫۵، ۵ و ۱۰ گیگابیت‌برثانیه اترنت الکتریکی خودرو (10GBASE-T1)                                 |

## ماژول‌های لایه فیزیکی

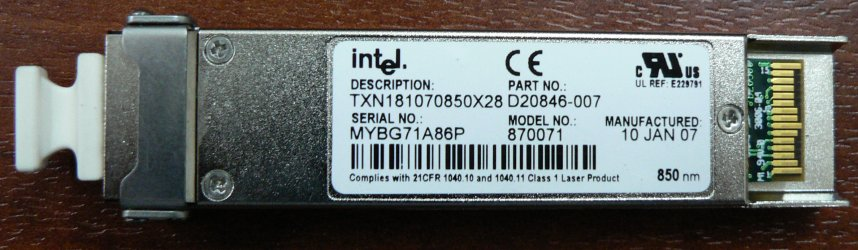
نمای نزدیک از یک فرستنده گیرنده اترنت XFP 10 گیگابیتی

برای پیاده‌سازی استانداردهای مختلف لایه فیزیکی اترنت۱۰گیگابایتی، بسیاری از رابط‌ها از یک سوکت استاندارد تشکیل شده‌اند که ممکن است ماژول‌های لایه فیزیکی مختلف (PHY) به آن وصل شوند. ماژول‌های PHY در یک سازمان استاندارد رسمی مشخص نشده‌اند، بلکه توسط توافق‌نامه‌های چند منبع (MSA) مشخص شده‌اند که می‌توانند سریع‌تر مورد مذاکره قرار گیرند. MSAهای مربوط برای اترنت۱۰گیگابایتی شامل XENPAK (و X2 و XPAK مرتبط)، XFP و اس‌اف‌پی+ هستند. هنگام انتخاب یک ماژول PHY، طراح هزینه، دسترسی، نوع رسانه، مصرف انرژی و اندازه (فاکتور فرم) را در نظر می‌گیرد. یک پیوند نقطه به نقطه واحد می‌تواند فرمت‌های مختلف MSA قابل اتصال در هر دو طرف داشته باشد (مثلاً XPAK و اس‌اف‌پی+) تا زمانی که نوع پورت نوری یا مسی اترنت۱۰گیگابایتی (مثلاً 10GBASE-SR) که توسط قابل اتصال پشتیبانی می‌شود یکسان باشد.
جدیدترین استاندارد ماژول، فرستنده و گیرنده قابل اتصال با ضریب فرم کوچک پیشرفته است که عموماً اس‌اف‌پی+ نامیده می‌شود. بر اساس فرستنده و گیرنده قابل اتصال با ضریب فرم کوچک (اس‌اف‌پی) و توسعه یافته توسط گروه کانال فیبر ANSI T11، نسبت به XFP کوچکتر و توان کمتری دارد. اس‌اف‌پی+ به محبوب‌ترین سوکت در سیستم‌های 10GE تبدیل شده‌است. ماژول‌های +اس‌اف‌پی فقط تبدیل نوری به الکتریکی، بدون ساعت و بازیابی اطلاعات انجام می‌دهند و بار بیشتری را بر روی یکسان‌سازی کانال میزبان وارد می‌کنند. ماژول‌های +اس‌اف‌پی یک فاکتور فیزیکی مشترک با ماژول‌های اس‌اف‌پی قدیمی به اشتراک می‌گذارند، که امکان تراکم پورت بالاتر از XFP و استفاده مجدد از طرح‌های موجود برای ۲۴ یا ۴۸ پورت در یک تیغه با عرض رک ۱۹ اینچی را فراهم می‌کند.
ماژول‌های اس‌اف‌پی+ را می‌توان به دو نوع رابط میزبان گروه‌بندی کرد: خطی یا محدود کننده. ماژول‌های محدودکننده ترجیح داده می‌شوند، مگر زمانی که برای برنامه‌های با دسترسی طولانی که از ماژول‌های 10GBASE-LRM استفاده می‌کنند.

## یادداشت
1. ↑  Category 6 cable supports runs up to 55 meters. Category 6A or higher is good for lengths up to 100 meters.